# Т-33
Т-33 — легкий плавучий танк СРСР, закуплений в Англії. Перший радянський плавучий танк.

## Конструкція

### Швидкість
Танк був здатний плавати зі швидкістю 4 км/год (2-3 км/год проти течії) та пересуватися по суші зі швидкістю до 42 км/год.

### Екіпаж
Дві людини: командир та механік-водій. Командир розміщувався у башті, механік-водій — в передній частині корпусу.

### Озброєння
Один кулемет ДТ в кульовій установці у башті.

## Оцінка
Був продемонстрований Тухачевскому та справив при випробуваннях сприятливе враження, але знайдені потім численні недоліки не дозволили прийняти його на озброєння, залишивши лише дослідним зразком, втім, серйозно вплинув на подальші радянські розробки в області плавучих танків та транспортерів.

## Бойове застосування
8 виготовлених танків не надійшли до частини та залишилися на складах. Один танк досі зберігається в танковому музеї в Кубинці.